# Hr-Bigband

Logo der hr-Bigband

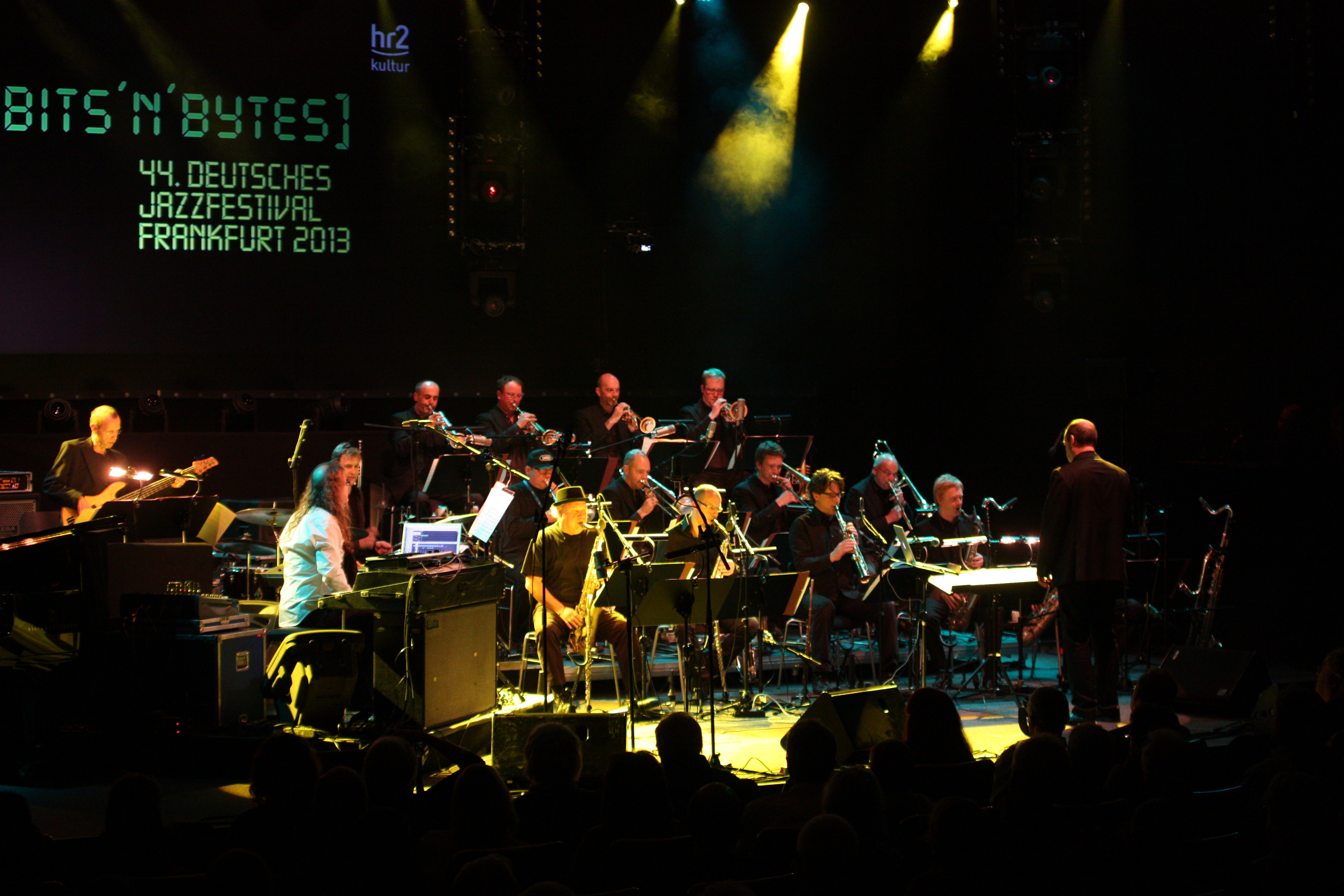
hr-Bigband (Deutsches Jazzfestival 2013)

Die hr-Bigband - Frankfurt Radio Big Band (Big Band des Hessischen Rundfunks in Frankfurt am Main) wurde 1946 als „Tanzorchester von Radio Frankfurt“ (dem späteren Hessischen Rundfunk) gegründet. Anfänglich vorwiegend zur Produktion von Unterhaltungsmusik und zur Begleitung von Radio- und Fernsehshows (wie dem Frankfurter Wecker) eingesetzt, hat sich der Klangkörper seit den 1970er Jahren zur Jazz-Bigband mit Schwerpunkt Konzerttätigkeit entwickelt. Mit ca. 50 Konzerten pro Jahr deckt sie ein breites stilistisches Spektrum innerhalb des Jazz ab und wagt Grenzüberschreitungen zur Klassik, zu Pop, fremden Musikkulturen und Elektronik. Nach drei Jahren als Artist-in-Residence wurde Jim McNeely 2011 zum Chefdirigent der hr-Bigband und anschließend zum Composer in Residence. Seit 2024 ist Darcy James Argue als Composer in Residence für die hr-Bigband tätig.

## Chefdirigenten
- Willy Berking (1946–1972)
- Heinz Schönberger (1972–1989)
- Kurt Bong (1989–2000)
- Jörg Achim Keller (2000–2008)
- Örjan Fahlström (2008–2011)
- Jim McNeely (2011–2022)[3][4]

## Composer in Residence
- Jim McNeely (2022–2024)
- Darcy James Argue (seit 2024)[5]

## Besetzung
Holzblasinstrumente
- Heinz-Dieter Sauerborn: Altsaxofon, u. a. (seit 1998)
- Oliver Leicht: Altsaxofon, u. a. (2005)
- Steffen Weber: Tenorsaxofon, u. a. (seit 2012)
- Denis Gäbel: Tenorsaxofon, u. a. (seit 2022)
- Rainer Heute: Baritonsaxofon, u. a. (seit 2001)

Blechbläser
- Axel Schlosser: Trompete, Flügelhorn (seit 2002)
- Martin Auer: Trompete (seit 1996)
- Frank Wellert: Trompete (seit 2010)
- Thomas Vogel: Trompete (seit 2002)
- Günter Bollmann: Posaune (seit 1998)

- Christian Jaksjø: Posaune (seit 2003)

- Felix Fromm: Posaune (seit 2021)
- Robert Hedemann: Bassposaune (seit 2020)

Rhythmusgruppe
- Sebastian Scobel: Klavier (seit 2023)
- Martin Scales: Gitarre (seit 2007)
- Hans Glawischnig: Bass (seit 2021)
- Paul Höchstädter: Schlagzeug (seit 2007)

## Preise und Auszeichnungen
2025 erhielt das Album Allgäu Meets India mit Matthias Schriefl den Deutschen Jazzpreis in der Kategorie „Rundfunkproduktion des Jahres.“ Im Jahr 2012 wurde das Album Out of the Desert - Live at Jazzfest Berlin mit dem Joachim Kühn Trio und der hr-Bigband unter der Leitung von Ed Partyka mit dem ECHO Jazz in der Kategorie „Big-Band Album des Jahres“ ausgezeichnet. 2014 erhielt die hr-Bigband in dieser Kategorie erneut den ECHO Jazz für das Album Wunderkammer XXL mit Michael Wollny und Tamar Halperin, und war im Jahr darauf mit der norwegischen Jazzsängerin Rebekka Bakken für das Album Little Drop of Poison nominiert. Das Album Money Jungle: Ellington re-orchestrated, eine großorchestrale Neuinterpretation von Money Jungle, erhielt 2010 den Jahrespreis der deutschen Schallplattenkritik.
Die hr-Bigband war bisher insgesamt fünf Mal für einen Grammy nominiert:
- Returning to Forever – John Beasley & Frankfurt Radio Big Band (nominiert für einen Grammy 2025 in der Kategorie „Best Large Jazz Ensemble Album“)[9]
- Songs You Like a Lot – John Hollenbeck & Frankfurt Radio Big Band, mit Theo Bleckmann, Kate McGarry, Gary Versace (nominiert für einen Grammy 2021 in der Kategorie „Best Large Jazz Ensemble Album“)[10]
- Holy Room - Live at Alte Oper – Somi & Frankfurt Radio Big Band (nominiert für einen Grammy 2021 in der Kategorie „Best Jazz Vocal Ablum“)[11]
- Barefoot Dances and Other Visions – Jim McNeely & hr-Bigband (nominiert für einen Grammy 2019 in der Kategorie „Best Large Jazz Ensemble Album“)[12]

- Songs I Like a Lot – John Hollenbeck, Kate McGarry, Theo Bleckmann & hr-Bigband (nominiert für einen Grammy 2014 in der Kategorie „Best Large Jazz Ensemble Album“)[13]

## Auswahl-Diskographie
2025
- Primal Colors - Jim McNeely, Frankfurt Radio Big Band, Frankfurt Radio Symphony[14]

2024
- Returning to Forever - John Beasley, Frankfurt Radio Big Band (nominiert für die Grammy Awards 2025)[9]
- Turning Point - Sebastian Sternal, Frankfurt Radio Big Band[15]
- Allgäu meets India - Matthias Schriefl, Frankfurt Radio Big Band (Deutschen Jazzpreis 2025 als „Rundfunkproduktion des Jahres“)[16], Live vom 49. Deutschen Jazzfestival

2023
- Chet Remembered – Enrico Pieranunzi, Bert Joris, Frankfurt Radio Big Band

2022
- Rituals – Jim McNeely, Frankfurt Radio Big Band feat. Chris Potter

2021
- Fee. & hr-Bigband Live[17]

2020
- Holy Room - Live at Alte Oper – Somi & Frankfurt Radio Big Band (nominiert für die Grammy Awards 2021)
- Songs You Like a Lot – John Hollenbeck & Frankfurt Radio Big Band, mit Theo Bleckmann, Kate McGarry, Gary Versace (nominiert für die Grammy Awards 2021)
- Kriegel Today!: Live 2018 – John Schröder, Jesse van Ruller, Martin Scales & Frankfurt Radio Big Band; Ltg.: Jim McNeely

2019
- Play the Music of Nino Rota – Simone Zanchini & Frankfurt Radio Big Band

2018
- Barefoot Dances and Other Visions – Jim McNeely & hr-Bigband (nominiert für den Grammy 2019)
- Max Frisch: Homo faber – Hörspiel von Heinz Sommer und Leonhard Koppelmann mit Matthias Brandt und Paula Beer; Musik: hr-Bigband, Komp./Ltg.: Jörg Achim Keller

2017
- Saluting Sgt. Pepper – Django Bates & hr-Bigband
- The Behemoth – Phronesis & hr-Bigband
- Ralph Ellison: Der Unsichtbare (The Invisible Man) – Ein Jazz-Melodram – Sprecher: August Zirner, Musik: hr-Bigband, Arr./Ltg.: Jim McNeely

2015
- Let It Be Told – Julian Argüelles & hr-Bigband

2014
- Songs We Like a Lot – John Hollenbeck, Kate McGarry, Theo Bleckmann & hr-Bigband
- Into the Mackerel Sky – Axel Schlosser & hr-Bigband
- Rebekka Bakken: A Little Drop of Poison – Komp.: Tom Waits, hr-Bigband/Frankfurt Radio Bigband; Arr./Ltg.: Jörg Achim Keller
- Jeff Cascaro & hr-Bigband: Any Place I Hang My Hat – The Arlen Songbook – hr-Bigband/Frankfurt Radio Bigband; Arr./Ltg.: Jörg Achim Keller

2013
- Michael Wollny: Wunderkammer XXL – Tamar Halperin & hr-Bigband; Arr.: Jörg Achim Keller, Ltg.: Jim McNeely
- Rise & Arrive – Christian Elsässer & hr-Bigband
- Jonas Jonasson: Der Hundertjährige, der aus dem Fenster stieg und verschwand – Hörspiel von Heinz Sommer und Leonhard Koppelmann Leonhard Koppelmann mit Matthias Habich, Walter Renneisen u. a. Musik: Manfred Honetschläger, hr-Bigband (Nominiert für den Deutschen Hörbuchpreis 2014)

2012
- composed & arranged – Oliver Leicht & hr-Bigband
- Songs I Like a Lot – John Hollenbeck, Kate McGarry, Theo Bleckmann & hr-Bigband (nominiert für den Grammy 2014)

2010
- Out of the Desert Live at Jazzfest Berlin – Joachim Kühn Trio & hr-Bigband; Ltg.: Ed Partyka (ausgezeichnet mit dem ECHO Jazz 2012)
- It's Only Love – Tania Maria und die hr-Bigband live; Ltg.: Jörg Achim Keller

2009
- Money Jungle – Ellington reorchestrated – Neubearbeitung von Duke Ellingtons Money Jungle durch Jörg Achim Keller (Preis der deutschen Schallplattenkritik)
- Viva o Som! – The Music of Hermeto Pascoal – Arr.: Steffen Schorn
- Dave Douglas: A Single Sky – Frankfurt Radio Bigband, Dir.: Jim McNeely
- Visions of Miles – Arr.: Colin Towns

2008
- music for bigband vol. 1 – Jonas Schoen
- Limbic System Files – nuBox, DJ Illvibe, Dir./Arr.: Ed Partyka

2007
- hr-Bigband feat. Jack Bruce – arranged and conducted by Jörg Achim Keller – Jack Bruce (Bass, Gesang, Gitarre, Piano, Komposition)[18]

2006
- Meeting of the Spirits – A Celebration of the Mahavishnu Orchestra – Billy Cobham (Schlagzeug), Dir./Arr.: Colin Towns
- Once in a Lifetime – Joey DeFrancesco (Hammond-Orgel), Jeff Hamilton (Schlagzeug), Jörg Achim Keller (Ltg.)
- Here's to Life, Here's to Joe – Jörg Achim Keller (Ltg.), Bill Ramsey (Gesang)

2005
- Pictures at an Exhibition / Echoes of Aranjuez – Jörg Achim Keller, Bill Holman (Ltg.), Clare und Brent Fisher

2004
- Do It Again – Three Decades of Steely Dan – Fred Sturm (Ltg.), Ryan Ferreira (Gitarre)

2003
- Two Suites: Tribal Dances / Cottacatya – Ralf Schmid, Martin Fondse (Ltg.)
- Scorched – Komp.: Mark-Anthony Turnage, mit John Scofield, John Patitucci, Peter Erskine, Radio-Sinfonie-Orchester Frankfurt; Ltg.: Hugh Wolff
- ¡Libertango! – Hommage an Astor Piazzolla – Enrique Tellería (Bandoneon), Fred Sturm (Arr.), Jörg Achim Keller (Ltg.)

2002
- Swinging Christmas – Marjorie Barnes (Gesang), Frits Landesbergen (Vibraphon), Jörg Achim Keller (Ltg.)

2001
- American Songs of Kurt Weill – Silvia Droste und Jeff Cascaro (Gesang); Ltg.: Jörg Achim Keller
- The Three Sopranos – Buddy DeFranco, Rolf Kühn und Eddie Daniels (Klarinette); Ltg.: Kurt Bong
- Futter für die Seele – Jazzkantine, Laith Al-Deen, Rolf Stahlhofen, Edo Zanki